# The Asiatic Society

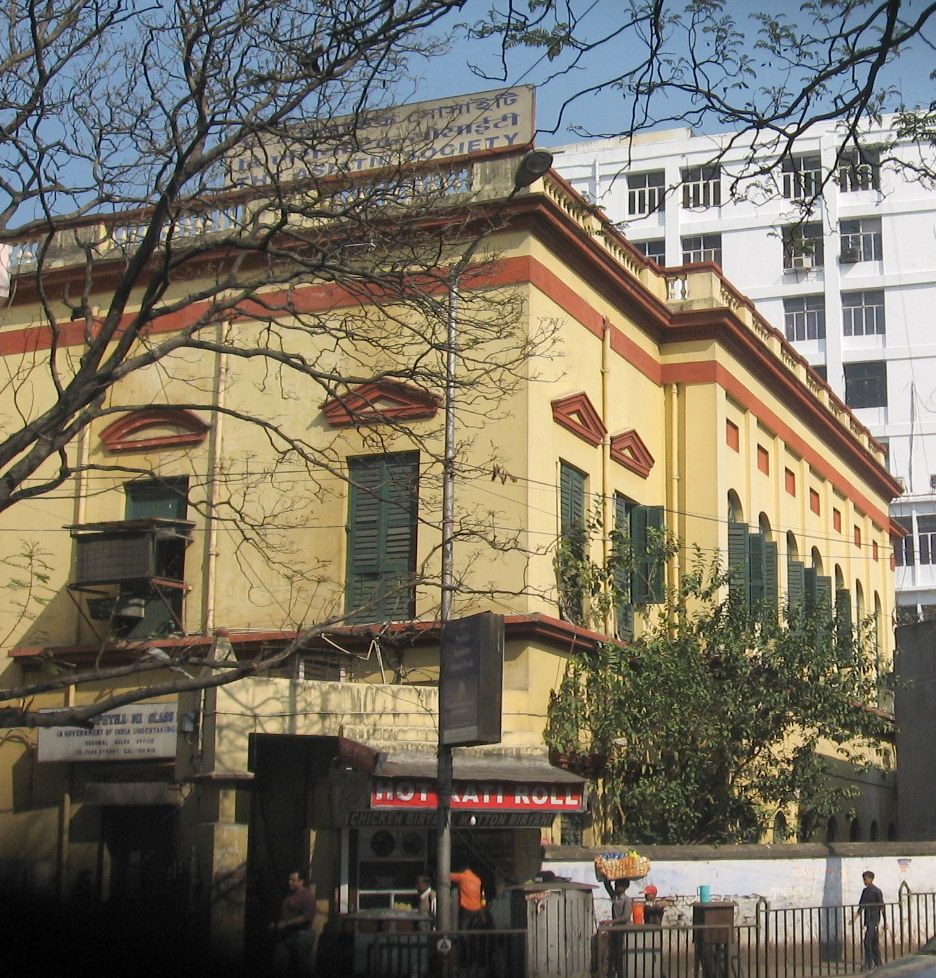
Het voormalige gebouw van The Asiatic Society aan Park Street (tegenwoordig hernoemd tot Mother Teresa Sarani).

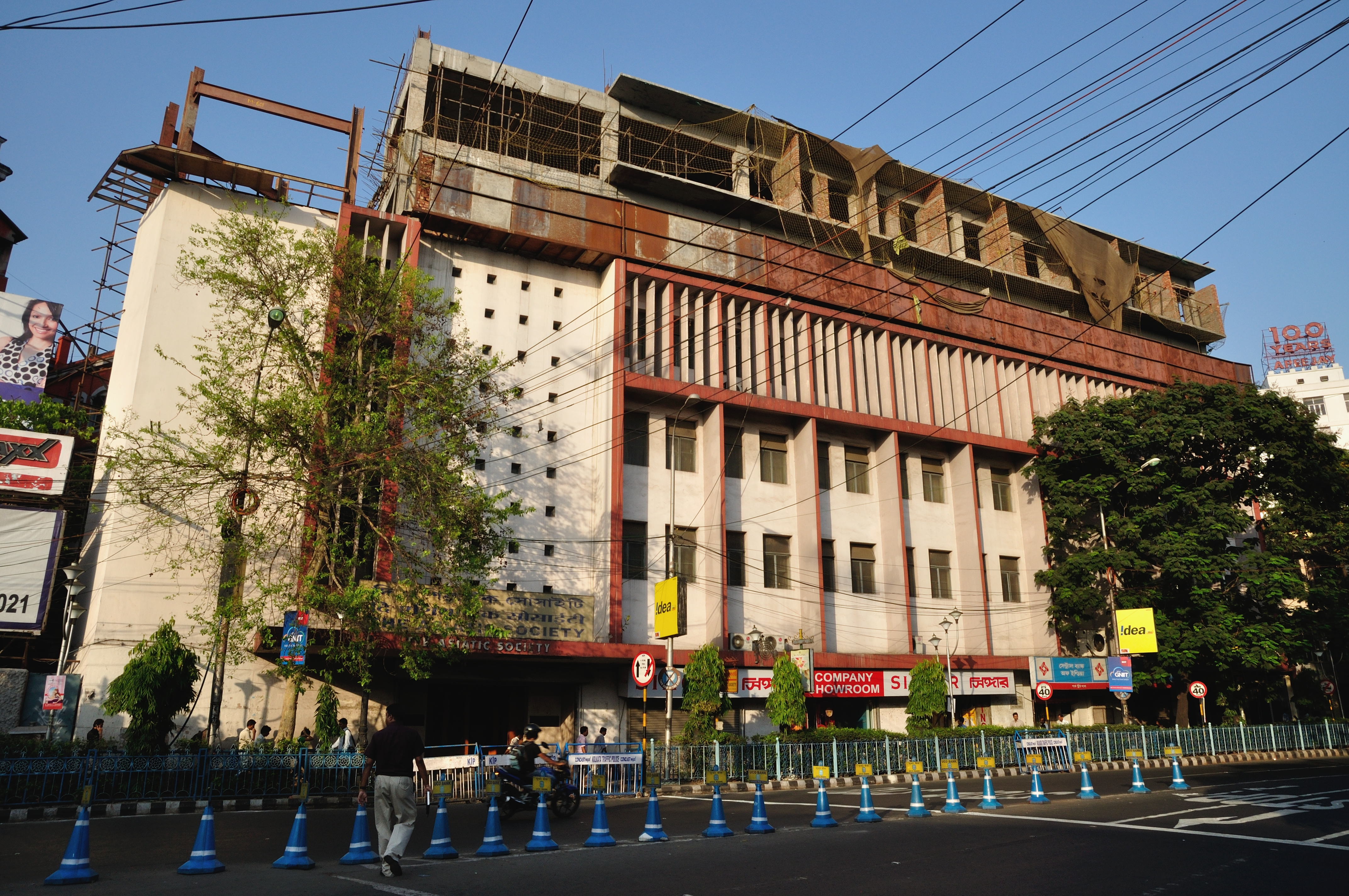
Nieuw gebouw van The Asiatic Society, net als het oude gebouw gevestigd aan Park Street.

The Asiatic Society (voorheen Asiatic Society of Bengal) is een academisch genootschap gevestigd in Kolkata (voorheen Calcutta), in de Indiase deelstaat West-Bengalen. De Society werd in 1784 opgericht door de oriëntalist en taalkundige William Jones en speelde een belangrijke rol bij de vertaling van Sanskritische teksten, waardoor kennis over de hindoeïstische mythologie, Indiase filosofie en antieke, klassieke en middeleeuwse geschiedenis werd ontsloten voor het Europese publiek. Verder speelde de Society een belangrijke rol bij de opkomst van een nationaal bewustzijn onder de inheemse intelligentsia in Bengalen.

## Oriëntalisme
De Britse aanwezigheid in India had aanvankelijk slechts als doel de handel te controleren en monopoliseren. Midden 18e eeuw hadden de Britten Bengalen veroverd omdat de nawab niet aan die doelen meewerkte. Onder de nieuwe machthebbers waren ook beambten die een grote interesse ontwikkelden in het onderworpen land. Beïnvloed door de romantiek en de verlichting in Europa stelden deze zogenaamde "oriëntalisten" zich ten doel de kennis over de natuur, cultuur, talen, geografie en geschiedenis van India te verzamelen. De Britse gouverneur-generaal Warren Hastings speelde een belangrijke rol bij de oprichting van de Society. Hastings was ervan overtuigd dat het verzamelen van zoveel mogelijk kennis over het land de koloniale machthebber ten goede kon komen.
De cultuur, taal en bevolking van Bengalen zelf kregen in de eerste decennia weinig aandacht van de Society. De leden van de Society hielden zich vooral bezig met de bestudering van de antieke en klassieke geschiedenis van India, het Sanskriet, en de hindoeïstische filosofie. Voor de vertalingen en interpretaties huurden ze vaak lokale pandits in, die de patronage van de Society genoten. De verzameling van teksten die de Asiatic Society aanlegde was echter ook van belang voor de inheemse intelligentsia, omdat het de hindoeïstische traditie overzichtelijker en toegankelijker maakte. De Bengaalse elite zou hier haar eigen aspiraties aan ontlenen. Dit was onderdeel was van de opkomst van een nationaal bewustzijn tijdens de Bengaalse renaissance, een ontwikkeling die zich later over de rest van India zou verspreiden. De eerste inheemse leden werden toegelaten in 1828. De eerste inheemse voorzitter was de Indische archeoloog Rajendralal Mitra in 1885.